# Gündüzlü, Tekirdağ
Gündüzlü là một xã thuộc thành phố Tekirdağ, tỉnh Tekirdağ, Thổ Nhĩ Kỳ. Dân số thời điểm năm 2011 là 1.178 người.